# Fleury-Mérogis
Fleury-Mérogis is een gemeente in het Franse departement Essonne (regio Île-de-France) en telt 9074 inwoners (1999). De plaats maakt deel uit van het arrondissement Évry.
In Fleury-Mérogis bevindt zich de  grootste gevangenis van Europa.

## Geografie
De oppervlakte van Fleury-Mérogis bedraagt 6,5 km², de bevolkingsdichtheid is 1396,0 inwoners per km².
De onderstaande kaart toont de ligging van Fleury-Mérogis met de belangrijkste infrastructuur en aangrenzende gemeenten.

## Demografie
Onderstaande figuur toont het verloop van het inwonertal (bron: INSEE-tellingen).

## Galerij

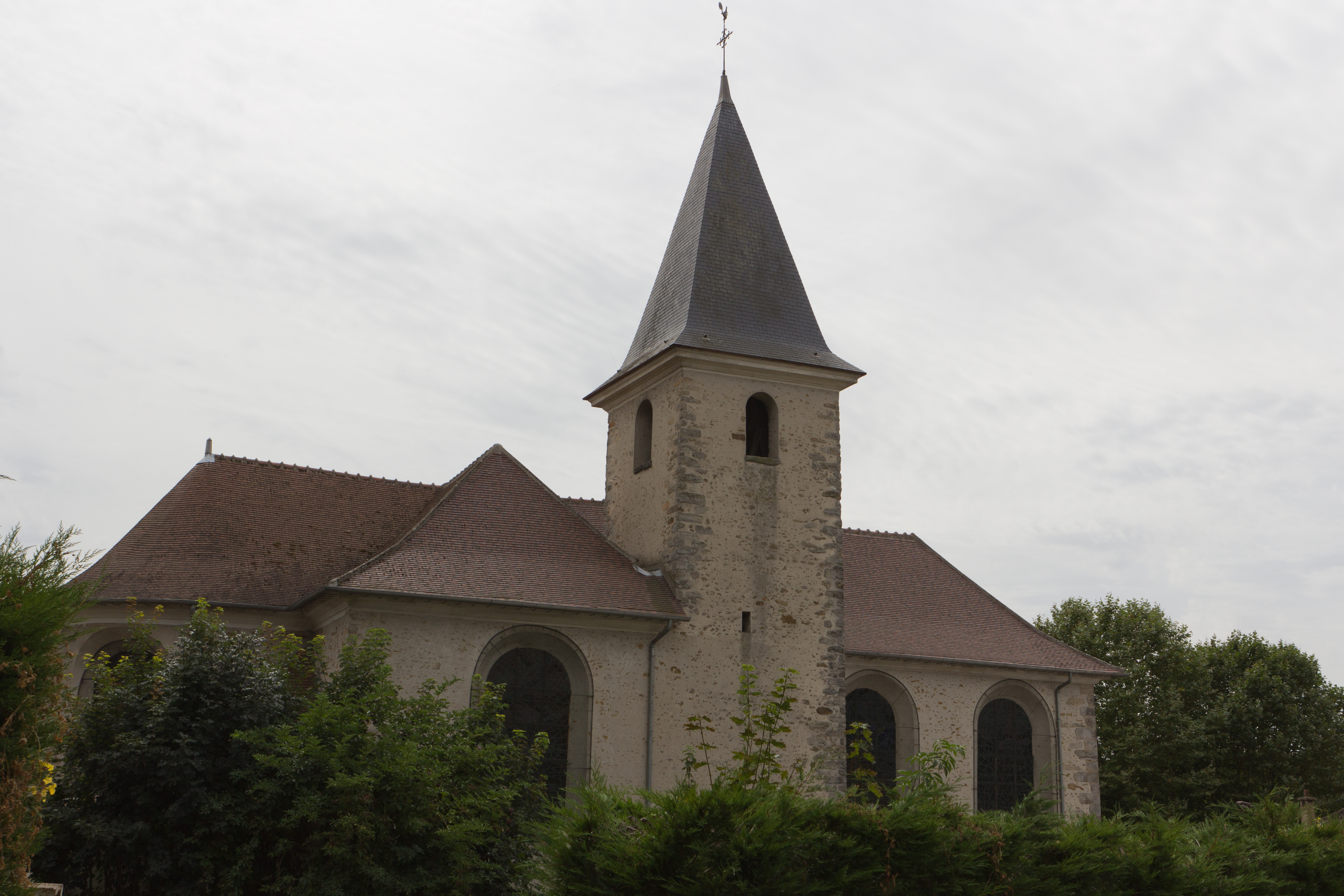
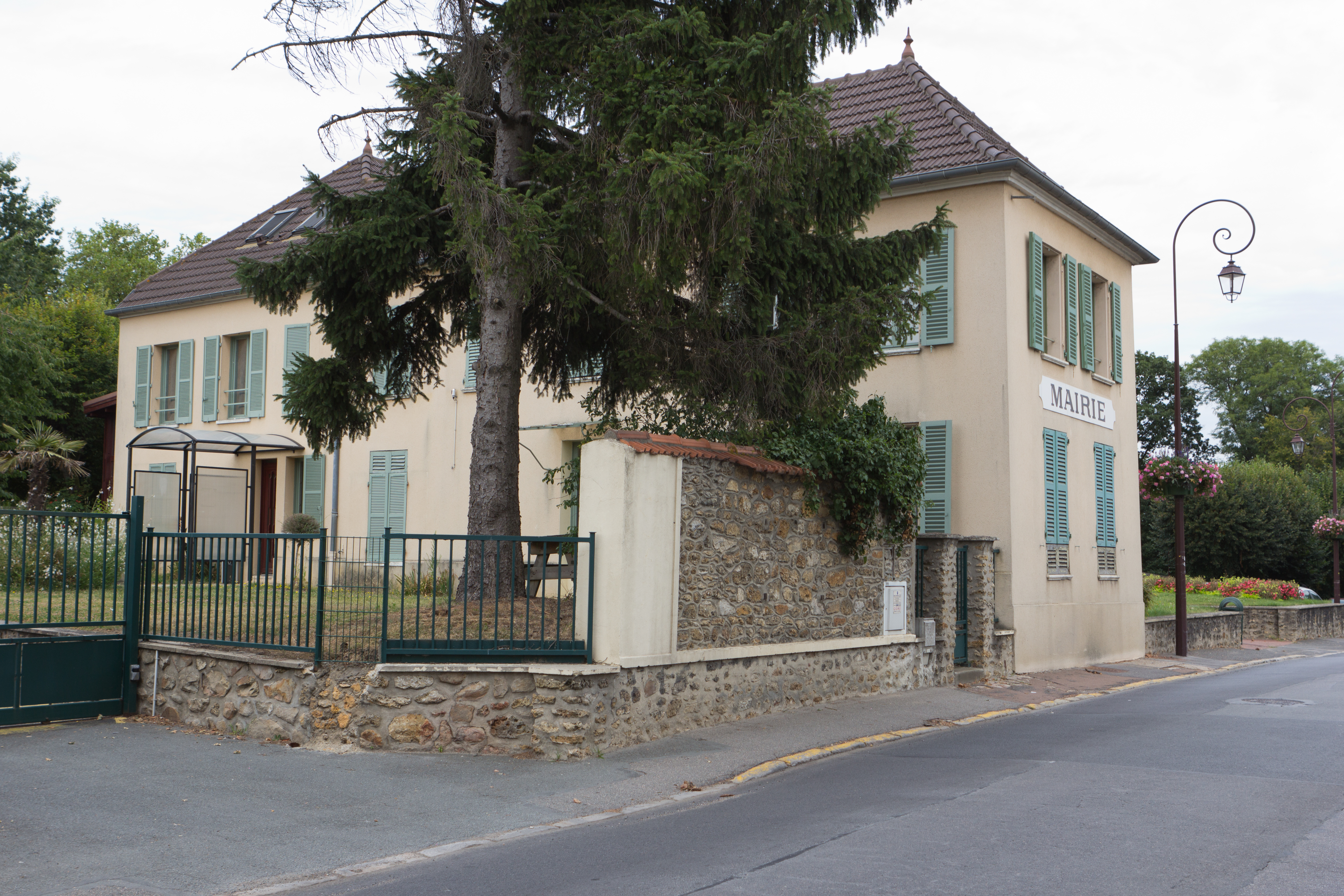
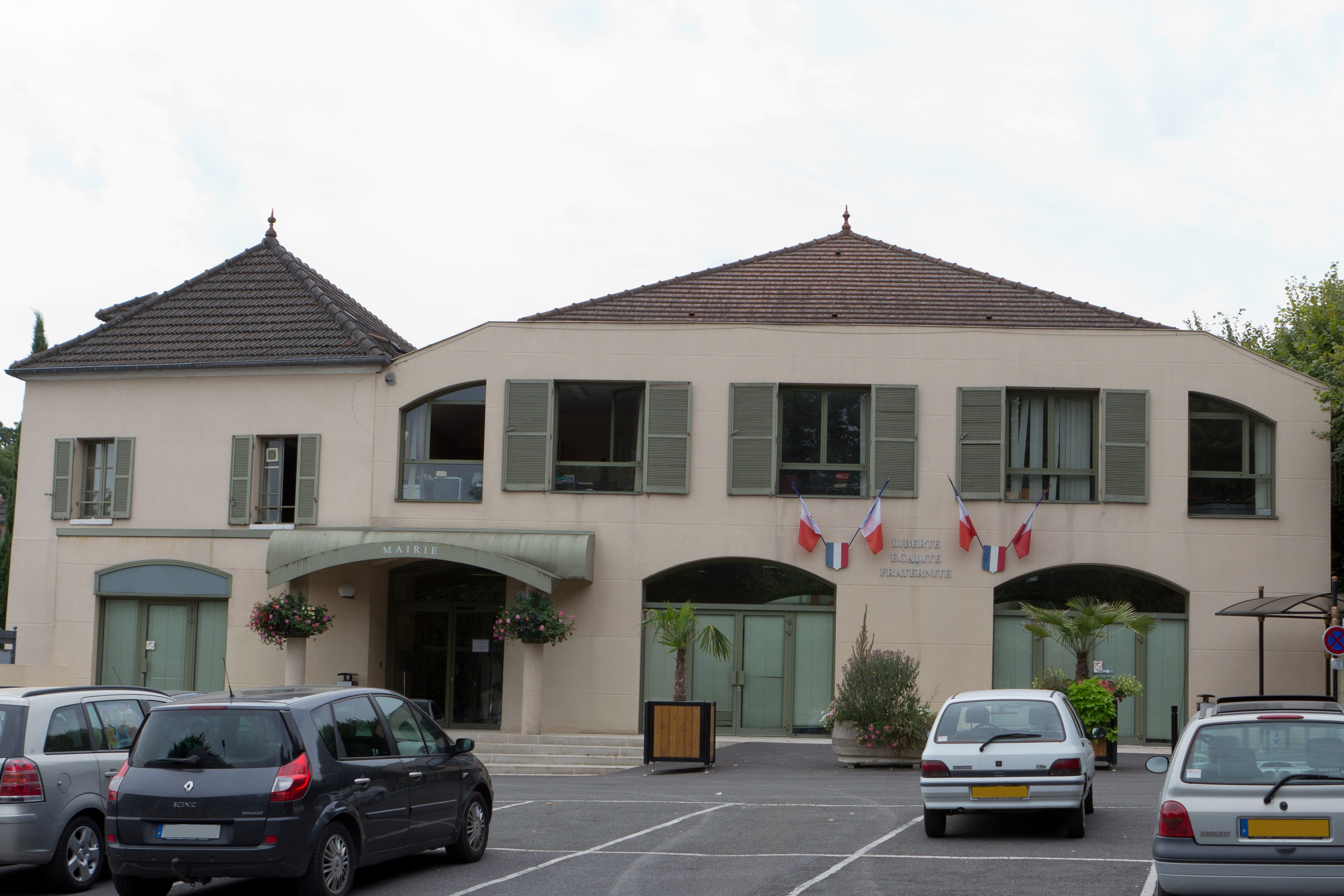